# 朱統鐩
朱統鐩（？—17世紀），字司烜，江西南昌縣人，明朝宗室，明朝和南明官員。

## 生平
朱統鐩是寧獻王朱權的後裔，江西鄉試舉人出身，崇禎十二年（1639年）曾出任臨安通判、同知，遷官石屏知州，期間體恤當地人民疾苦。州內的異龍湖有水壩，魚梁堵塞水道，他下令拆去改建堤防；於是湖水流出，使淤田能再次耕種，又捐出工錢，全州獲利。後來他署任蒙化知府留下恩惠，死後當地人民在十賢祠祭祀他。

## 引用
1. 1 2  錢海岳《南明史·卷二十七·列傳第三》：統鐩，字司烜，寧王裔，舉於鄉。崇禎末，以臨安通判、同知，遷石屏知州，恤民疾苦。異龍湖有水壩，魚梁塞水道，令折去，為堅隄數百丈砥之，湖水東流，淤田復墾，捐給傭值，合州永食其利。
2. ↑  錢海岳《南明史·卷二十七·列傳第三》：後署蒙化知府，有遺惠，民祀十賢祠。